# Pantala hymenaea
Pantala hymenaea is een libellensoort uit de familie van de korenbouten (Libellulidae), onderorde echte libellen (Anisoptera).
De wetenschappelijke naam Pantala hymenaea is voor het eerst geldig gepubliceerd in 1840 door Say.